# Harpactira atra
Harpactira atra là một loài nhện trong họ Theraphosidae.
Loài này thuộc chi Harpactira. Harpactira atra được miêu tả năm 1832 bởi Latreille.